# Gesù Bambino all'Esquilino
Gesù Bambino all’Esquilino ou Igreja de Menino Jesus no Esquilino é uma igreja de Roma, Itália, localizada no rione Monti, na via Urbana. É dedicada ao Menino Jesus.

## História
Esta localizada em frente a Santa Pudenziana e vizinha do convento e a casa do superior-geral das Irmãs Oblatas do Menino Jesus. Foi construída na época do papa Clemente XII, inicialmente com base num projeto de Alessandro Specchi (1713), que foi rapidamente substituído por Carlo Buratti e especialmente Ferdinando Fuga, que terminou a obra em 1736. A igreja foi solenemente dedicada em 9 de setembro de 1736, como relembra uma inscrição no interior. O convento, por outro lado, que ocupa um quarteirão inteiro, foi completado no século XIX por Andrea Busiri Vici.
A igreja era acedida por um duplo lance de escadas, demolidos depois da unificação da Itália (1870) durante as obras de elevação do nível da rua. O portal de entrada é simples na forma, mas muito elegante e suntuoso por causa da grande janela superior ornada com um brasão e festões.
O interior é em forma de cruz grega com uma cúpula sobre o cruzeiro e três altares. No altar-mor está, depois de mais de um século ausente para conservação e restauração, uma "Adoração dos Pastores" de Marco Benefial. No altar da esquerda está "Triunfo de Santo Agostinho sobre a heresia", de Domenico Maria Muratori, e no da direita, "Visão de Santo André Corsini", de Giacomo Zoboli. A "Capela da Paixão", de Virginio Vespignani (1856), é ricamente decorada com mármore multicolorido, estuque dourado e telas em têmpera de Francesco Grandi.
Na casa do lado direito da igreja está uma placa que lembra do sacrifício do padre Pietro Pappagallo, que morreu no massacre da Fossa Ardeatina:
| “ | Nesta casa, no período negro da ocupação nazista, brilhou a luz do coração generoso de Don Pietro Pappagallo (Terlizzi, Bari, 28/06/1888 - Roma, Fossa Ardeatina, 24/3/1944). Recebidos com o amor, os perseguidos de todas as fés e condições, sacrificou a si mesmo, num sinal extremo da redenção e do perdão de Deus. A Cidade de Roma colocou [esta placa] no 53º aniversário do massacre para lembrar que os que morreram pela liberdade são as sementes vivas de uma humanidade melhor. | ” |

## Galeria

Imagens da igreja
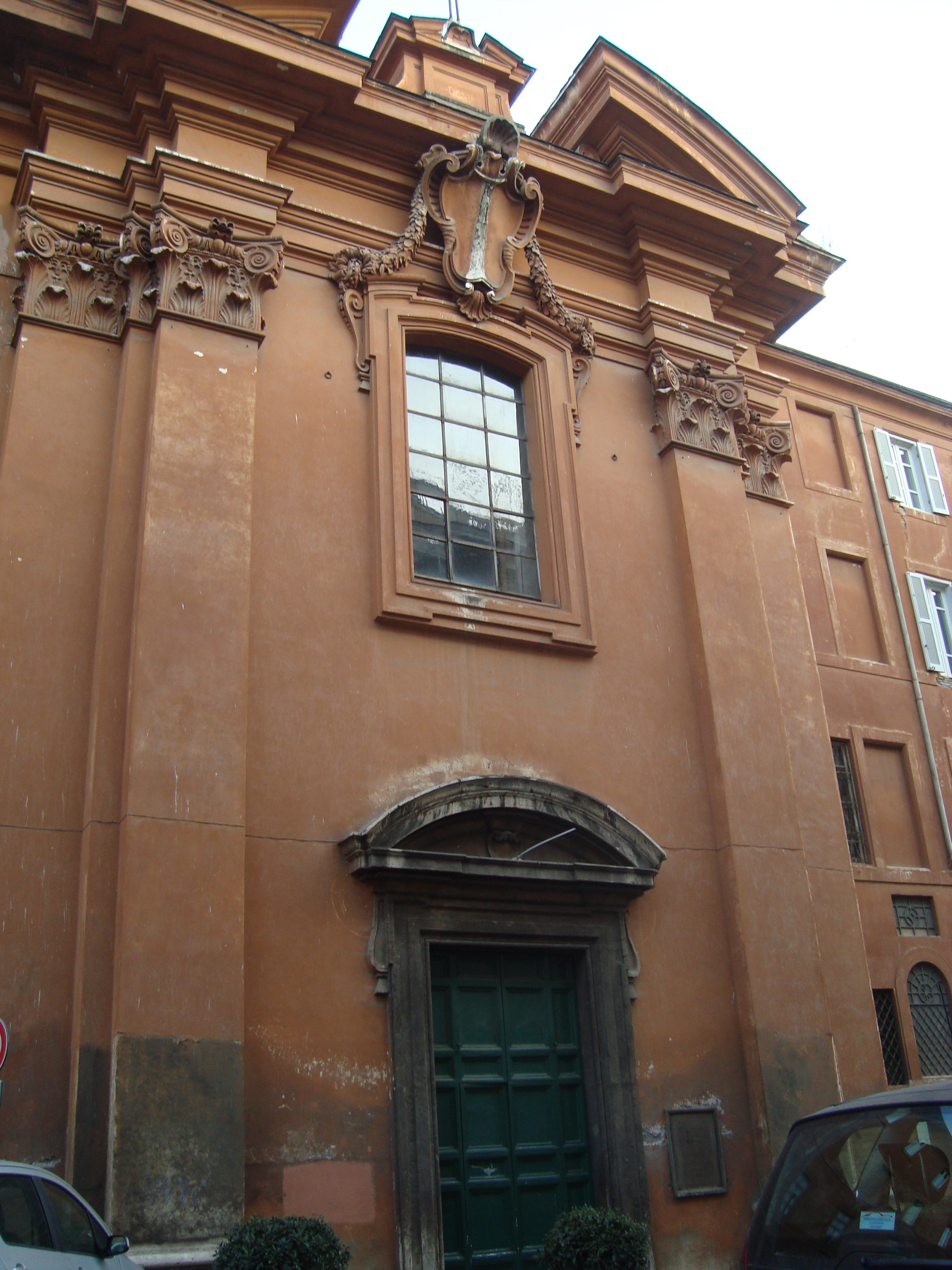
Fachada antes da restauração.
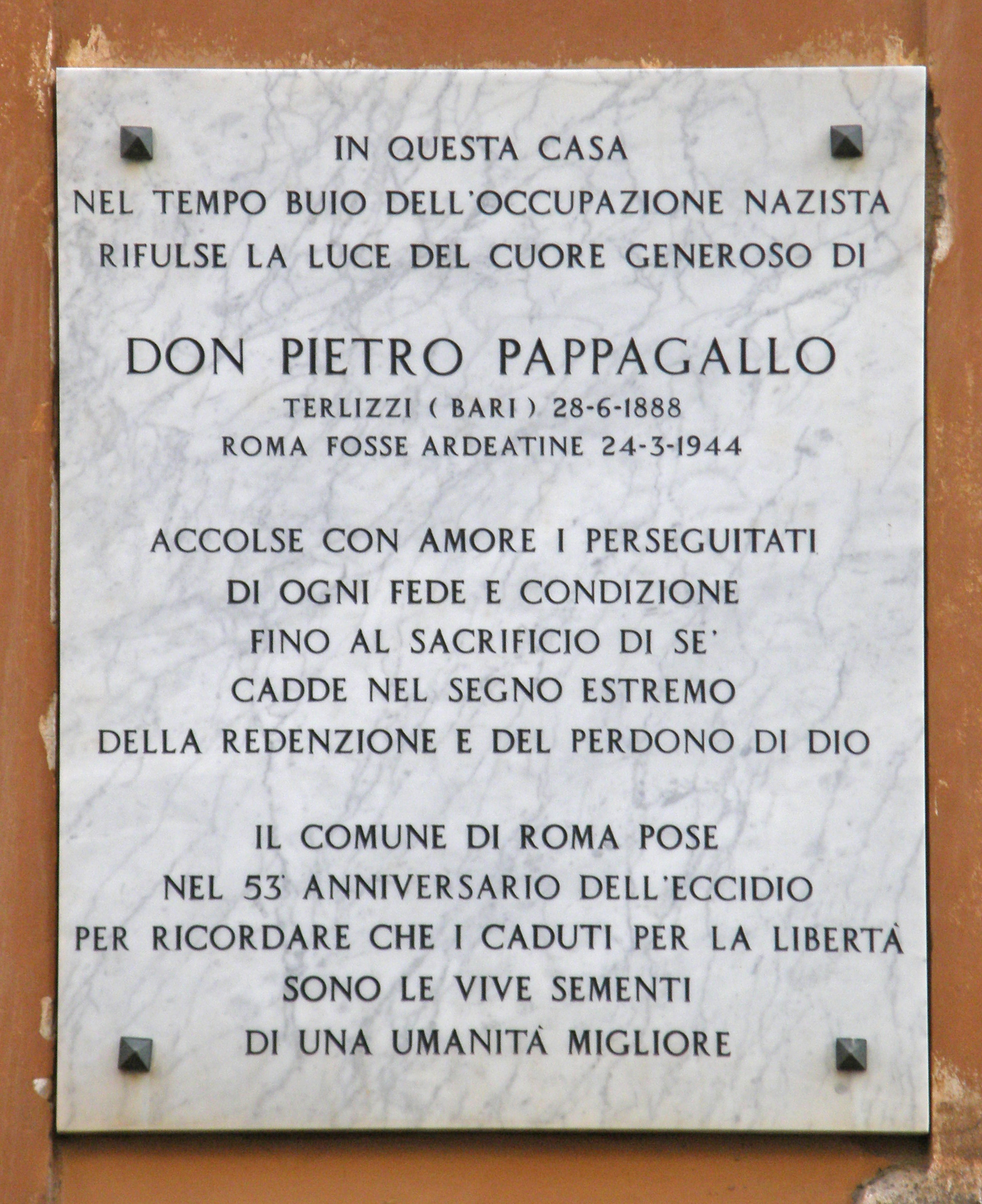
Placa que relembra Pietro Pappagallo.
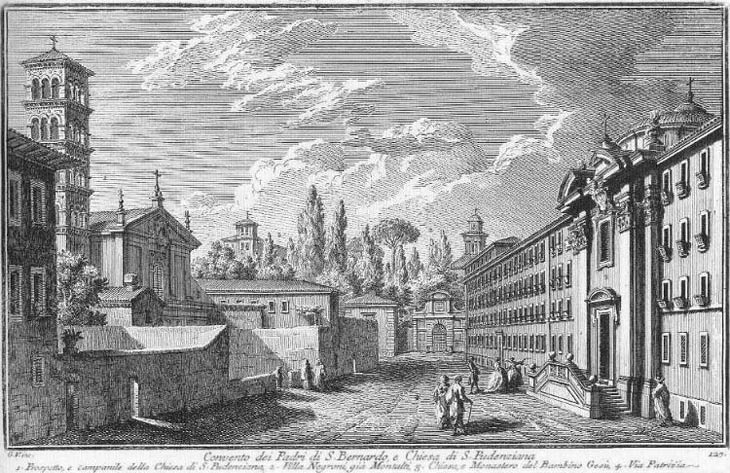
Vista da igreja à direita na Via Urbana em uma gravura de Giuseppe Vasi (década de 1750). À esquerda, Santa Pudenziana.